# Сфера Пуанкаре
Сфера Пуанкаре — приклад гомологічної тривимірної сфери, тобто, тривимірний многовид, всі гомологічні групи якого збігаються з гомологічними групами тривимірної сфери.
Приклад був побудований Анрі Пуанкаре. Цей приклад показує, що умова на фундаментальну групу в гіпотезі Пуанкаре не може бути ослаблена до умови на групи гомологій.

## Побудови
- Сфера Пуанкаре може бути отримана з додекаедра склеюванням кожної грані з протилежною, повернутою на кут {\displaystyle \pi /5} за годинниковою стрілкою.
- Сфера Пуанкаре може бути також отримана як фактор групи обертань по групі ікосаедра: SO(3)/I.
- Сфера Пуанкаре може бути також отримана з тривимірної сфери перебудовою Морса уздовж трилисника.

## Властивості
- Сфера Пуанкаре — єдина гомологічна тривимірна сфера, що відмінна від стандартної сфери і має скінчену фундаментальну групу.
- Надбудова сфери Пуанкаре є чотиривимірним гомологічним многовидом, але не топологічним многовидом.
- Подвійна надбудова сфери Пуанкаре гомеоморфна стандартній п'ятивимірній сфері.